# محجوب عمر
محجوب عمر هو رؤوف نظمي ميخائيل عبد الملك صليب، طبيب، شاعر، مفكر وناشط سياسي مصري عمل في صفوف الحزب الشيوعي المصري في الخمسينيات والتحق بالمقاومة الفلسطينية في نهاية الستينيات في الاْردن ولبنان.

## النشأة والمرحلة الجامعية
ولد في بني سويف بصعيد مصر عام 1932 لأُسرة مصرية قبطية، وكان والده رئيس لجنة حزب الوفد وساهم في ثورة 1919 آنذاك. التحق كطالب في كلية الطب نهاية الأربعينيات، تأثر بنكبة فلسطين وإنخرط في اللجان الشعبيّة المقاومة التي عَمِلت ضد القوات البريطانية في منطقة القنال، في العام 1952 أصبح مسؤول التنظيم في الجامعة ثم في القاهرة وعضواً في اللجنة المركزية للحزب الشيوعي المصري؛ حيث لعب دورا في تقارب الحزب الشيوعي مع جماعة الإخوان المسلمين لمناهضة الاحتلال البريطاني. أُلقي القبض عليه مرارا وأمضى ما يزيد عن 10 سنوات في السجن.

## من الطب إلى الثورة
في الستينات توجه إلى الجزائر وتعرف إلى قيادات في حركة فتح وانضم إلى الثورة الفلسطينية، تنقل في مواقع الثورة في الاْردن وكان اسمه الحركي محجوب عمر؛ عاش حياة المقاتلين في الاغوار، والتقى مجدداً بعدد من رفاقه منهم الدكتور يسري هاشم في قواعد فتح؛ أسهم محجوب في إنشاء خدمات طبية لقوات العاصفة. عينته قيادة قوات العاصفة مفوضاً سياسياً للقوات في الأردن، وكان مُقربا جدا من خليل الوزير (أبو جهاد)، وأبو علي إياد وياسر عرفات. خرج مع المقاومة بعد احداث أيلول الاسود عام 1970 من الأردن إلى لبنان. وخلال أحداث أيلول، تحاصر محجوب عمر في مستشفى الأشرفية في عمّان (يعرف حاليًا باسم مستشفى البشير)، واعتقل وخرج بعد وقت قصير من الاعتقال، ونشر مذكراته عن الحرب والحصار في المستشفى بعد عدة أعوام.
وصفه إلياس خوري فقال: «رفاقي الفدائيون الذين عاشوا تجربة أيلول الأسود عام 1970 حدثوني كثيرا عن ذلك الطبيب المصري الذي يقاتل حين يأتي القتال ويطبب حين يحتاج الأمر إلى طبيب ويقود في المهمات الصعبة ويكتب الشعر»؛ وأضاف «عندما التقيت به لم أصدق عيني. تواضع وزهد في الدنيا. كان يشبه الفدائيين مثلما كانوا. راهب مصري يأتي من صعيد مصر ليعلمنا التقشف».

## ارتباطه بالمناضلة منى العاقوري
تزوج من المناضلة اللبنانية منى العاقوري التي انخرطت في الثورة الفلسطينية خلال دراستها في جامعة السوربون بباريس حيث حصلت على شهادة الدكتوراه في الأدب الفرنسي؛ وافتها المنية في 2017/05/29.

## بيروت والخروج
عَمِل في مركز الأبحاث الفلسطيني التي قصفته إسرائيل في بيروت فقُتل عدد من رفاقه لكنه نجا باعجوبة ودفن رفاقه بيديه. بعد خروج منظمة التحرير من بيروت عام 1982 عاد إلى القاهرة وأنشأ مع آخرين منهم قدري حفني، وطه الفرنواني، ولطفي الخولي «اللجنة الوطنية لدعم الانتفاضة الفلسطينية»، كما أنشأ فرعاً لـ «مركز الأبحاث الفلسطيني»؛ كما نشر عدة كتب منها: «الأشرفية»، و«أيلول في جنوب الأردن»، و«حوار في ظل البنادق»، و«الكلمة والبندقية»، و«الناس والحصار»، و«صبرا وشاتيلا»، و«عرب بلا حدود»، ومسرحية “السبع في السيرك" وغيرها؛ كما ترجم عددا من الكتب وكتب قصص ومسرحيات للأطفال.

## تكريم
كرّمه الراحل ياسر عرفات عام 2004 بمنحه وسام «نجمة القدس» تقديراً لإسهامه في خدمة القضية الفلسطينية. كما كرمته مؤسسات أخرى بتسمية جوائز سنوية باسمه. ألقت الروائية العراقية إنعام كجه جي الضوء على شخصية محجوب عمر وعلى مساره اللانمطي في عالم الطب والصحافة والنضال والشعر والأدب من خلال الفيلم الوثائقي «محجوب عمر خدام اللطافة» الذي تضمن شهادات بعض قيادات اليسار المصري، مثل صلاح عيسى ود. قدري حفني، والمفكر الفلسطيني منير شفيق الذي رافق محجوب في لبنان أثناء الثمانينات، وشهادة ابنة الشيخ هاني فحص الذي استضاف محجوب لفترة في بيته.

## وفاته
المت به وعكة صحية في أيامه الأخيرة قبل أن يرحل في 17 آذار (مارس) 2012 في «مستشفى فلسطين» في القاهرة. كانت وصيته قبل أن يفارق الحياة أن يلف بالعلم الفلسطيني، وأن يدفن في مقابر «الشهداء الفلسطينيين» وقد كان له ذلك، حيث أقيمت عليه الصلاة في الكنيسة ولف بالعلم الفلسطيني، ووري جثمانه الثرى في مقابر «شهداء فلسطين» في أرض مصر.